# Мішель Петруччіані
Мішель Петруччіані (фр. Michel Antoine Petrucciani 28 грудня 1962, Оранж, Франція — 6 січня1999, Нью-Йорк, США) — французький джазовий піаніст і композитор.

## Біографія

### Дитинство і юність
Мішель Петруччіані народився 28 грудня 1962 року в Оранжі, Франція. Він був молодшим сином в родині Антуана «Тоні» Петруччіані, гітариста та вчителя гітари у муніципальній школі, і Анн Шамельяр.
Окрім Мішеля були ще старший син Філіпп і середній — Луї. Мішель народився з недосконалим остеогенезом, або хворобою скляних кісток — генетичним захворюванням, що викликає крихкість кісток та ризик до переломів від легкої травми(
 Внаслідок захворювання Мішель мав зріст менше метра і майже до 20 років не міг самостійно пересуватися.
Протягом 1960-х та 1970-х рр. родина Петруччіані жила спочатку в Оранжі, потім у Монтелімарі. Через хворобу Мішель не ходив до школи і був позбавлений звичайного дитинства. Він дуже рано долучився до гри на фортепіано і вдосконалював свою техніку по п'ять-шість годин на день. Для використання фортепіанних педалей батько зробив йому спеціальне пристосування. До восьми років навчання Мішеля мало виключно класичний характер, згодом він захопився джазом, 10 років вперше почув гру Білла Еванса, який значно вплинув на його ранню кар'єру.
На початку 70-х Мішель Петруччіані починає виступати зі своїм батьком та двома братами публічно, в ресторанах і джазових клубах півдня Франції. У сімейному гурті він з ранніх років вчиться бути на сцені та виступати перед аудиторією. У цьому невеликому оркестрі Мішель грав на барабанах, Тоні — на фортепіано, Луї виконував партію контрабаса, а Філіпп — гітари.
1975 року стався перший професійний виступ Мішеля. На провінційному фестивалі у Кліуклі відомому американському джазовому трубачу Кларку Террі знадобився супровід піаніста. Петруччіані справив добре враження на досвідченого майстра.

### Початок кар'єри у Франції
1978 року Мішель познайомився з барабанщиком Альдо Романо, який став його постійним музичним партнером і, за словами Петруччіані, «ангелом-хранителем». 1980 року, за підтримки і участю Альдо Романо і трубача Майка Зверіна, Мішель Петруччіані зробив у Парижі свій перший запис, альбом Flash. Того ж року Мішель переїхав до будинку Романо у Парижі. Альдо Романо познайомив Мішеля з молодим продюсером OWL Records, Жаном-Жаком Пуссе, у співпраці з яким Петруччіані записав і випустив протягом наступних чотирьох років шість альбомів
1981 року до того невідомі Мішель Петруччіані з барабанщиком Альдо Романо і контрабасистом Фуріо ді Кастрі взяли участь у 2-му Паризькому джазовому фестивалі.

### Співпраця з Чарльзом Ллойдом
1982 року Мішель переїхав до Сполучених Штатів, спочатку до Нью-Йорку, згодом до Біґ-Сур, Каліфорнія.
Там він деякий час жив у спільноті місцевих хіпі, грав за житло та харчування кілька годин на день в приватній клініці. Він одружився з Ерліндою Монтано, індіанкою-навахо, завдяки чому отримав Грінкартку і дозвіл на проживання у США.
У Каліфорнії Петруччіані зустрівся з визначним саксофоністом Чарльзом Ллойдом. Ллойд, раніше широко відомий музикант, на той час практично відійшов від джазової сцени і відлюдно жив у Біг-Сурі. В шістдесяті роки він вже познайомив світ джазу з майбутньою зіркою — юним піаністом Кітом Джарреттом.
Його зустріч з Петруччіані докорінним чином змінила життя обох: Ллойд високо оцінив талант і майстерність Мішеля та захопився спільною творчістю, що тривала наступні п'ять років, протягом яких були записані три спільних альбоми. Він долучив Петруччіані до американського джазового світу, разом вони гастролювали, у складі Charles Lloyd Quartet брали участь і мали успіх на джазових фестивалях у Монтре 1982 року і Копенгагені 1984 року.

### Сольна кар'єра
Виступ на фестивалі 1982 року в Монтре дав початок великій світовій кар'єрі Петруччіані. Від цього часу Мішель святкує успіх у всьому світі, його техніка стрімко вдосконалюється і багатшає, у наступні роки він грає і виступає з джазовими легендами Діззі Гіллеспі та Вейном Шортером, Стенлі Кларком та Лі Конітцом, Джеррі Малліганом, Джимом Голлом, Джо Ловано та багатьма іншими. Він дає концерти в Карнегі-холі в Нью-Йорку та перед папою Іваном Павлом II.
1986 року Петруччіані став першим французьким музикантом, що підписав контракт з Blue Note Records. На цій студії він записав сім альбомів, в тому числі Power of Three з Вейном Шортером і Джимом Голлом та відомий альбом оригінальних композицій Michel Playes Petrucciani.
1992 року вийшов альбом Conversation (Dreyfus Jazz), записаний на концерті того ж року в Ліоні, де Петруччіані грав дуетом з батьком, гітаристом Антуаном «Тоні» Петруччіані. Мішель мав нагоду віддячити батьку:
|  | Я став тим, хто є, тому що робив все можливе, аби досягти очікувань свого батька. Ось чому я вирішив у 1992 році зіграти дуетом з ним під час туру «Like Father, Like Son». Нарешті я маю радість сказати це йому. |

1994 року записом альбому Marvellous почалася співпраця Петруччіані з французькою компанією Dreyfus Jazz.

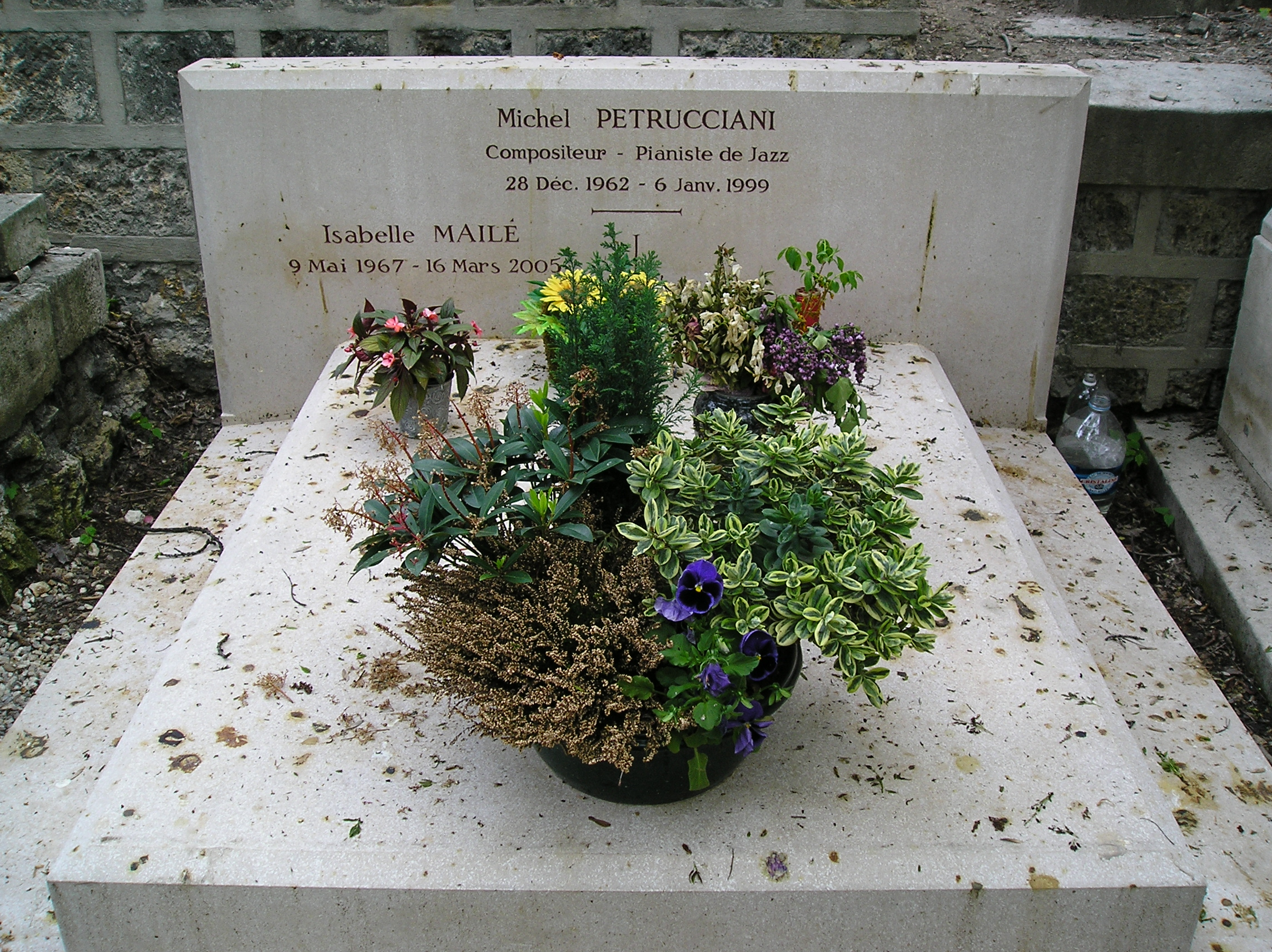
Могила Мішеля Петруччіані на кладовищі Пер-Лашез

У червні того ж року Мішель з видатним органістом Едді Луїсом три ночі поспіль виступали дуетом у відомому паризькому клубі Petit Journal Montparnasse. Незабаром Dreyfus Jazz випустила два диски із записом цього виступу — Conference de Presse у вересні 1994 року і «Volume 2» в жовтні 1995 року.
1994 року Мішель також здійснив сольний тур Європою. У листопаді 1995 року він виступив в Театрі на Єлисейських полях, критика схвально зустріла виступ і запис концерту був відтворений подвійним диском Au Theatre Des Champs-Élysées.
У вересні 1996 року вийшов альбом Flamingo — результат триденної співпраці Петруччіані з Стефаном Граппеллі, яким акомпанували Рой Гейнс і Джордж Мраз.
1997 року Мішель зробив тріумфальний сольний тур Німеччиною, Італією та Францією, виступав на всіх фестивалях.

1998 року відбувся тур секстету Мішеля Петруччіані, в якому брали участь Ентоні Джексон (бас-гітара), Стів Гедд (барабани), Боб Брукмейер (тромбон), Флавіо Болтро (труба) і Стефано ді Баттіста (альт- і сопрано-саксофон). Цей гурт був одним з найцікавіших творінь Мішеля Петруччіані. На студії Dreyfus секстетом записаний альбом Both Worlds, що надійшов у продаж в середині 1998 року. Альбом складався з авторських композицій Мішеля, аранжованих Брукмейером.
6 січня 1999 Мішель Петруччіані помер в Нью-Йорку від пневмонії.
Він був похований в Парижі на кладовищі Пер-Лашез.
Після його смерті студія Dreyfus випустила альбом Solo Live, присвячений пам'яті піаніста, в якому використані записи європейського сольного туру Мішеля (1997 року) — концерт 27 лютого у Франкфурті (Німеччина).

## Визнання
- 1981 — Премія Джанго Рейнхардта (кращий французький музикант року) Французької Академії Джазу: Мішель Петруччіані, піаніст[8]
- 1984 — Премія Бориса Віана (кращий французький запис) Французької Академії Джазу: альбом Мішеля Петруччіані 100 Hearts (Concord GW 3001/D.A.M.)[9]
- 2008 — «100 назв джазу», найважливіші події французького джазу за версією Французької Академії Джазу: альбом Мішеля Петруччіані Music (Blue Note, 1989)[10]

- Кавалер ордена Мистецтв та літератури[2]
- 1994 — Кавалер ордена Почесного легіону[2][11]
- 1997 — Офіцер ордена «За заслуги» (Франція)[12]

## Дискографія
| Альбоми сольні та як лідера - 1980 — Flash (LP, Bingow Records BGW 3105) - 1981 — Michel Petrucciani (LP, Owl Records OR 305) - 1982 — Toot Sweet з Лі Конітцом (LP, Owl Records OWL 028) - 1982 — Estate (LP, Riviera Records DIW-1104) - 1982 — Darn that Dream (LP, Celluloid CEL 6768) - 1983 — 100 Hearts (CD, Owl Records R2 79236) - 1983 — Oracle's Destiny (LP, Owl Records OWL 032) - 1984 — Note'n Notes (LP, Owl Records OWL 037) - 1985 — Cold Blues з Роном МакКлуром (LP, Owl Records OWL 042) - 1986 — Pianism (LP, Blue Note, 7 46295 2) - 1987 — Power of Three (LP, Blue Note BT 85133) з Вейном Шортером та Джімом Голлом - 1987 — Michel plays Petrucciani (LP, Blue Note B1-48679) - 1988 — Conversations With Michel (Go Jazz Records GO 6043 2) з Бобом Малаком - 1989 — Music (LP, Blue Note B1-92563) - 1990 — The Manhattan Project(CD, Blue Note CDP 79 4204 2) з Вейном Шортером, Стенлі Кларком, Ленні Вайтом, Джілом Голдстайном та Пітом Левіном - 1991 — Playground (LP, Blue Note B4-95480) - 1991 — Live (CD, Blue Note ‎ 0777 7 80589 2 2) - 1991 — Date with Time (1991) (CD, Owl Records OWL064CD 3800642) - 1992 — Conversation (CD, Dreyfus Jazz FDM MP0301) з Тоні Петруччіані - 1992 — Promenade with Duke(CD, Blue Note B4-80590) - 1994 — Marvellous (CD, Dreyfus Jazz FDM 36564-2) - 1994 — Petrucciani NHØP (2xCD, Dreyfus Jazz FDM 46050) з Нільсом-Геннінгом Орстед Педерсоном | - 1994 — Conference De Presse (CD, Dreyfus Jazz FDM 36568-2) з Едді Луїсом - 1994 — Au Theatre Des Champs-Élysées (2xCD, Dreyfus Jazz FDM 36570-2) - 1995 — Flamingo (CD, Dreyfus Jazz FDM 36 580-2) зі Стефаном Граппеллі, Роєм Гейнсом, Джорджем Мразом - 1996 — Michel Petrucciani (CD, Dreyfus Jazz TIDE 9144-2) - 1997 — Both Worlds (CD, Dreyfus Jazz FDM 36590-2) - 1997 — Solo Live in Germany (CD, Disques Dreyfus FDM 36597-9) - 1999 — Trio in Tokyo (CD, Dreyfus Jazz FDM 36605-2) зі Стівом Геддом та Ентоні Джексоном - 2003 — Dreyfus Night in Paris (CD, Dreyfus Jazz FDM 36652-2) з Маркусом Міллером, Бірелі Лагреном, Кенні Гареттом та Ленні Вайтом Сайдмен з Чарлзом Ллойдом - 1983 — Montreux 82 (LP, Elektra Musician 60220-1) - 1984 — A Night in Copenhagen (LP, Blue Note BL 85104) - 1985 — One Night With Blue Note Volume 4 (CD, Blue Note, CDP 7 46150 2) Сайдмен з Джо Ловано - 1992 — From the Soul (CD, Blue Note CDP 7 98636 2) Компіляції - 1993 — The Best Of Michel Petrucciani — The Blue Note Years (CD, Blue Note D 102061) - 1999 — Concerts Inedits (3xCD, Dreyfus Jazz FDM 36607-2) - 2000 — Days Of Wine And Roses (2xCD, Owl UCCM-4003/4) - 2004 — So What — Best Of Michel Petrucciani (CD, Dreyfus Jazz FDM 36659-2) |